# Miroslav Jureňa
Miroslav Jureňa (* 17. června 1954, Bratislava, Československo) je slovenský politik, v letech 2006–2007 ministr zemědělství Slovenska. Do roku 2011 byl členem strany ĽS-HZDS, v současnosti je členem SNS.

## Život
Je absolventem Vysoké školy zemědělské v Nitře. Za minulého režimu působil ve Gbelech jako hlavní ekonom JZD. Byl členem KSČ. Po roce 1989 začal podnikat v zemědělství.
Působil jako poslanec NR SR za stranu ĽS-HZDS. V parlamentu byl členem Výboru pro zemědělství a životní prostředí, místopředsedou Výboru pro finance, rozpočet a měnu. Působil rovněž jako krajským předsedou ĽS-HZDS pro Trnavský kraj.
4. července 2006 byl jmenován do funkce ministra zemědělství Slovenska v první vládě Roberta Fica. 28. listopadu 2007 byl nucen odstoupit po kauze se sporným převodem pozemků ve Slovenském pozemkovém fondu. Svou poslední tiskovou konferenci uspořádal v kravíně ve Vajnorech (část Bratislavy), kde obvinil premiéra Fica ze zaujatosti a uvedl, že zodpovědnost za dění ve fondu nese hlavně Ficův SMER.